# スパットラ・パイロート
スパットラ・パイロート（タイ語: สุพัตรา ไพโรจน์、ラテン文字転写: Supattra Pairoj、1990年6月27日 - ）は、タイ王国のバレーボール選手。タイ王国代表。

## 来歴

### クラブチーム
スコータイ県出身。2009年よりSupreme Volleyball Clubでプレー。2011/12、2015/16シーズンはタイ・バレーボールリーグで準優勝、2016/17、2017/18、2019/20シーズンは優勝を果たした。2016/17シーズンはベストリベロ賞を受賞した。

### 代表チーム
2017年、タイ代表に初選出され、同年のワールドグランプリでデビューした。同年8月のアジア選手権で銀メダルを獲得した。2018年、世界選手権ではレシーバーとして出場した。

## 球歴
- 世界選手権 - 2018年
- ネーションズリーグ - 2019年、2022年

## 受賞歴
- 2017年 2016/17タイ・バレーボールリーグ　ベストリベロ賞

## 所属クラブ
- Supreme VC（2009年-）
  -  Rattana Bundit University（2016-2017年）
  -  Est Cola（2018-2019年）
  -  PEA Sisaket（2018-2024年）